# Кихті
Кихті́ — село в Україні, у Чуднівській територіальній громаді Житомирського району Житомирської області. Населення становить 214 осіб (2001).

## Історія
У 1906 році — село Чуднівської волості Житомирського повіту Волинської губернії. Відстань від повітового міста 46 верст, від волості 8. Дворів 40, мешканців 114.
У 1928—59 роках — адміністративний центр Кихтівської сільської ради Чуднівського району.
11 липня 2018 року включене до складу новоутвореної Чуднівської територіальної громади Чуднівського району Житомирської області. Від 19 липня 2020 року, разом з громадою, в складі новоствореного Житомирського району Житомирської області.

## Населення
| Рік       | 1967 | 1978 | 1989 | 2001 | 2021 |
| --------- | ---- | ---- | ---- | ---- | ---- |
| Населення | 458  | 363  | 267  | 214  | 159  |

Чисельності наявного населення села станом на 01.01.2021 року становить 159 осіб.